# 하드 레인 (영화)
《하드 레인》(영어: Hard Rain)은 미국에서 제작된 미카엘 살로몬 감독의 1998년 액션 스릴러 영화이다. 모건 프리먼, 크리스천 슬레이터 등이 출연하였고, 이언 브라이스 등이 제작에 참여하였다.

## 출연진
- 크리스천 슬레이터
- 모건 프리먼
- 랜디 퀘이드
- 미니 드라이버
- 에드워드 애즈너
- 마이클 A. 고지언
- 댄 플로렉
- 리키 해리스
- 제이 패터슨
- 마크 롤스턴
- 피터 머닉
- 웨인 듀발
- 리처드 다이사트
- 베티 화이트
- 레이 베이커

## 기타 제작진
- 미술: J. 마이클 리바
- 의상: 캐슬린 더토로
- 제작 보조: 앤서니 몽고메리

## 우리말 녹음
KBS 성우진 (2000년 7월 15일)
- 김승준 - 톰 (크리스천 슬레이터)
- 장광 - 마이크 (랜디 퀘이드)
- 김병관 - 짐 (모건 프리먼)
- 강희선 - 캐런 (미니 드라이버)
- 김승태 - 필 (피터 머닉)
- 박민아
- 안종국
- 조달호
- 유민석
- 윤기황
- 신흥철
- 문관일
- 김영진